# Эравациклин
Эравациклин — синтетический антибиотик из группы тетрациклинов. По химическому строению близок к тигециклину.
Одобрен для применения: США (2018).

## Механизм действия
Связывается с 30S субъединицей рибосом, блокируя синтез белка.

## Показания к применению
- Осложнённые интраабдоминальные инфекции[англ.], вызванные: Escherichia coli, Klebsiella pneumoniae, Citrobacter freundii, Enterobacter cloacae, Klebsiella oxytoca, Enterococcus faecalis, Enterococcus faecium, Staphylococcus aureus, Streptococcus anginosus group, Clostridium perfringens, Bacteroides species, Parabacteroides distasonis у пациентов старше 18.[2]

## Применение при беременности и в период грудного вскармливания
Эравациклин, как и другие тетрациклины, может вызывать необратимое изменение цвета зубов, гипоплазию эмали, подавление роста костей.